# أطفال (مجلة)
مجلة أطفال هي مجلة لبنانية فصلية تعنى بالإنتاج الثقافي والفني للطفل العربي، صدر العدد الأول منها في منتصف عام 1992م تصدر عن هزاز جرافيكس، لبنان، فردان عينة التينة بناية بلغو، بيروت. تعتمد المجلة على نشر عروض الكتاب للأطفال، وتكاد تكون المجلة الوحيدة من نوعها في العالم العربي، هناك مقدمة بقلم رئيس التحرير تحت عنوان كلمة التحرير مكتوبة ببنط صغير ولا توحي أنها مكتوبة للأطفال، توجة المجلة إلى الأطفال من فوق سن العاشرة، أي للفتيان والفتيات. تعتمد المجلة على الاشتراكات، يتضمن كل عرض اسم الكتاب، اسم السلسلة، الناشر، عنوان النشر، تاريخ النشر، القطع، وعدد الصفحات، السن الموجه إليه، واسم المؤلف.
لا توجد إشارات عن المحررين هناك مقال في مؤخرة العدد بقلم حسن عبد الله، ثم هناك أسماء توضع على العروض المستفيضة للكتب، ومنها بسام سليت، بشار عبد الله، ليس في المجلة رسوم وإن كانت تتم الاستعانة بأغلفة رسمها آخرون على الكتب المنشورة لتوضع على غلاف المجلة، ليس هناك ملحق ولا تسالي أو مسابقات، ولا تنشر المجلة صوراً أو مساهمات للقراء، الشعار أنها مجلة تعنى بالإنتاج الثقافي والفني للطفل العربي، المجلة لا تباع وقد تعتمد على إعلانات الكتب من ناحية النشر، على المجلة هناك إشارة لبعض المحتويات

## فريق المجلة
المدير العام ريا عبد الملك، رئيس التحرير حسن عبد الله، مدير التحرير عايدة منصور، بسام سكيني.

## الأبواب
الأبواب الثابتة تتمثل في عروض الكتب، وهناك تقسيم خاص لبعض هذه الأبواب منها مرحلة القراءة المستقلة من 8 إلى 11 سنة الصفوف الثالث والرابع والخامس ابتدائي، ثم مرحلة القراءة الناضجة من 12 إلى 15 سنة الصفوف الثاني، الثالث والرابع من المرحلة المتوسطة. من أبواب المجلة:
- كتاب مفتوح.
- المكتبة العربية للأطفال.
- بداية مرحلة الثانوية
- ماذا يكتبون للصغار: وهي عن الكتب الصادرة بلغات أخرى
- المقابلة
- معرض عالم الأطفال
- قال الناشر
- أديب أجنبي
- فهرس الكتب المعروضة في الأعداد السابقة